# خانه‌موزه هوهانس تومانیان (دسق)

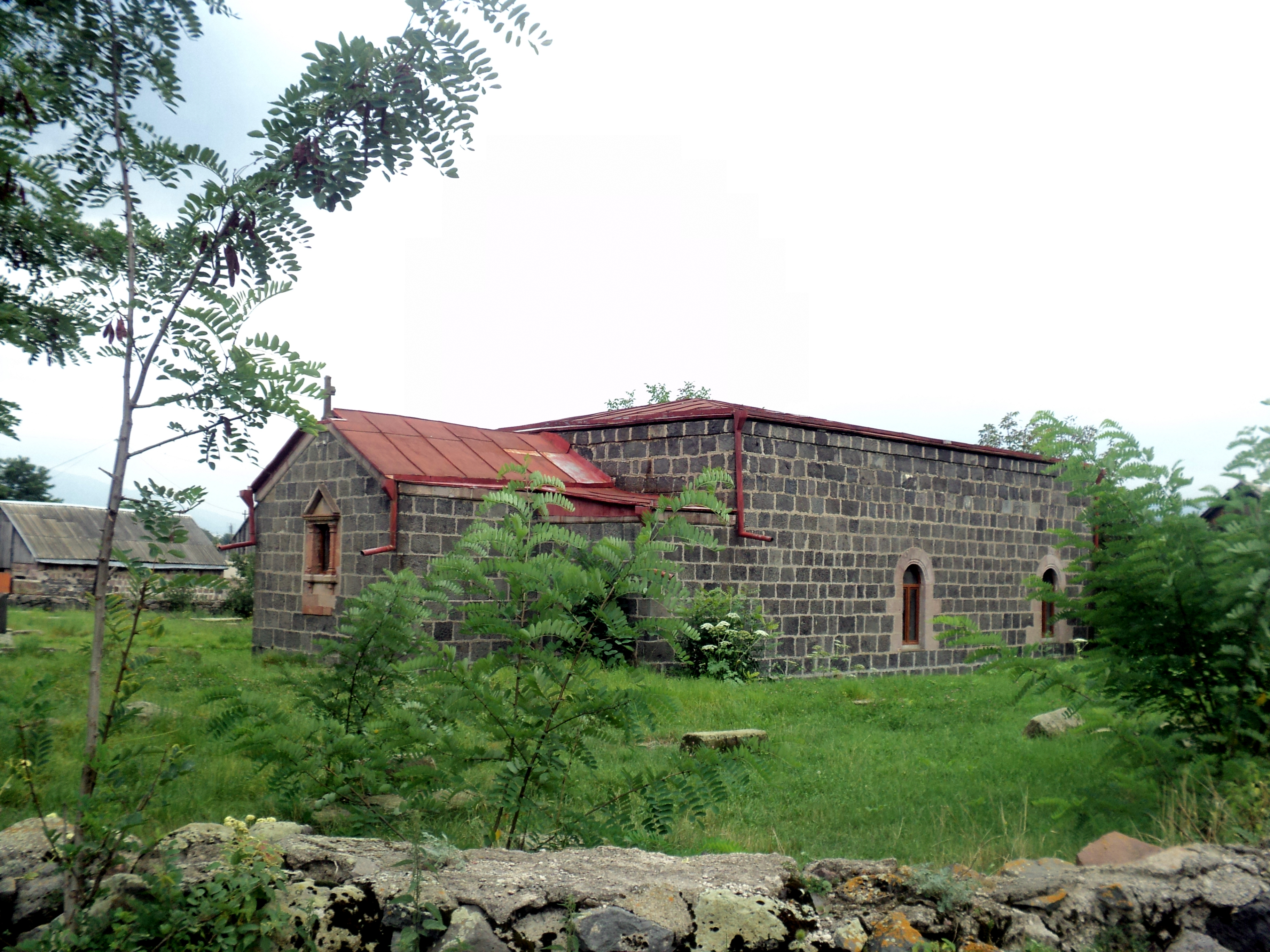
کلیسای گریگور روشنگر مقدس (دسق)، روحانی تر تادئوس پدر شاعر

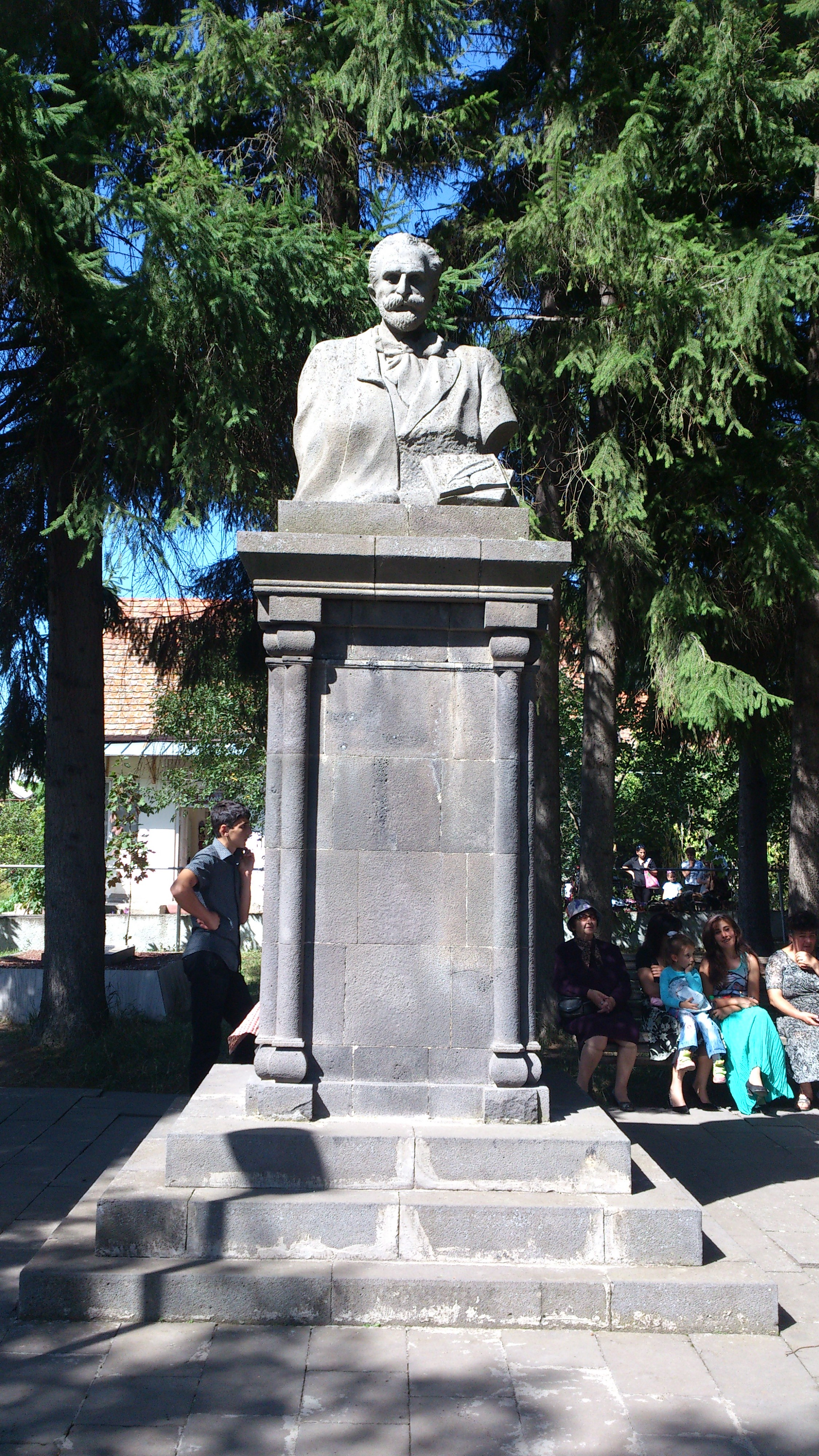
مجسمه تومانیان، اثر آیتسمیک اورارتو، ۱۹۵۳

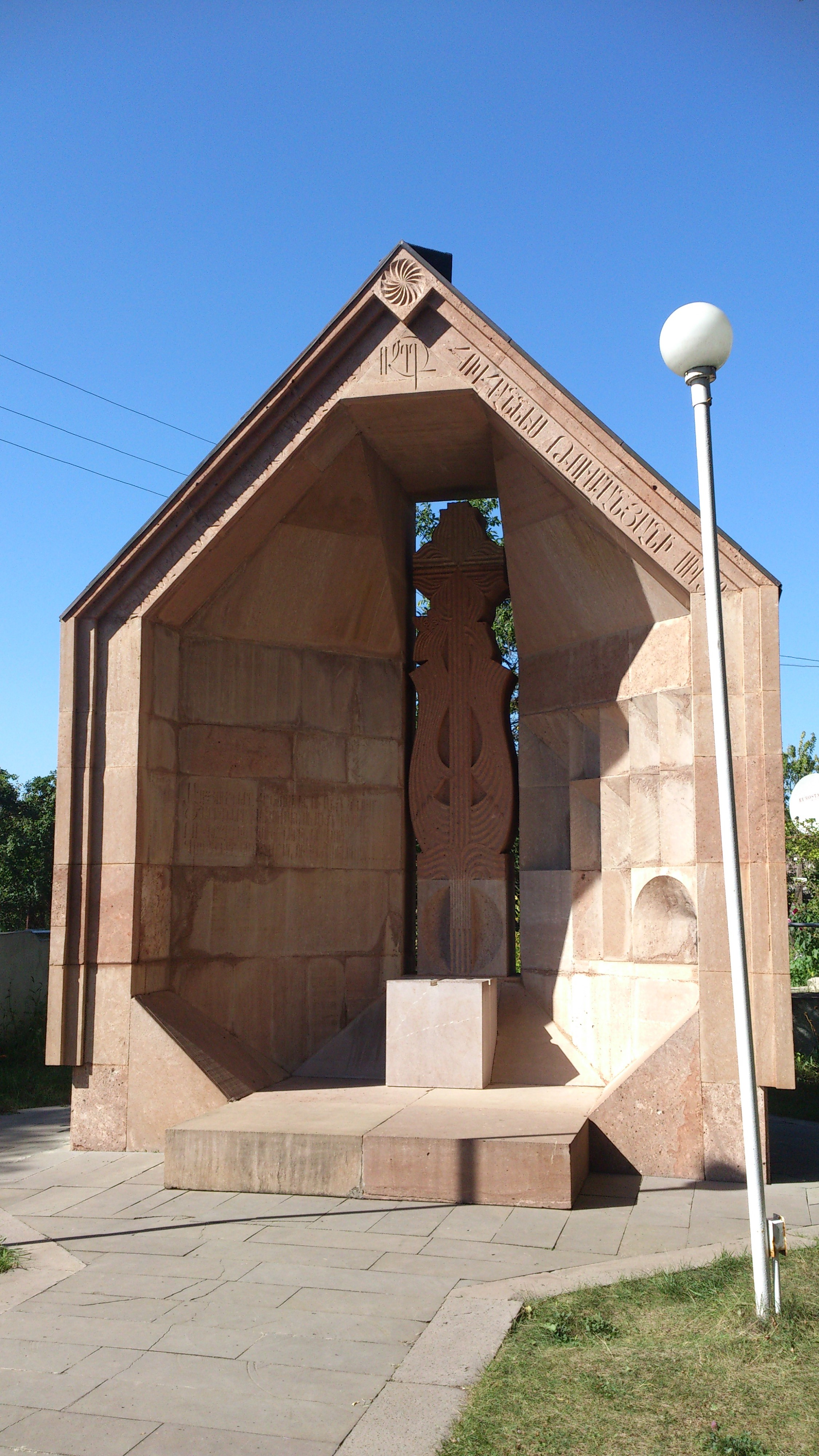
نمازخانه، جایی که قلب شاعر در آن تدفین شده است

خانه‌موزه هوهانس تومانیان (ارمنی: Հովհաննես Թումանյանի տուն-թանգարան) خانهٔ پدری هوهانس تومانیان، شاعر اهل ارمنستان در روستای دسق، استان لوری است که در سال ۱۹۳۹ میلادی به مناسب سالگرد تولد تومانیان به خانه‌موزه تبدیل شد.

## تاریخچه
هوهانس تومانیان شاعر تمامی ارمنیان در روز ۱۹ فوریه ۱۸۶۹ در این خانه متولد شد و کودکی و نوجوانی خویش را این‌جا سپری نمود. از سال ۱۸۷۰ تا ۱۸۸۳ میلادی، وی در جلال‌اوغلی (استپاناوان کنونی) تحصیل نمود. برای تحصیل در مدرسه نرسیسیان (۱۸۸۳–۱۸۸۶) به تفلیس عزیمت نمود. این خانه در دهه ۱۸۶۰ (میلادی) توسط پدر شاعر، کشیش تادئوس، روحانی روستا ساخته شده است.
ساختمان خانه‌موزه در سال ۲۰۰۲ میلادی با کمک‌های مالی دیاسپورای ارمنی، همسران گونتاگچیان و پوچیکیان توسط صندوق هایاستان بازسازی شده است.

## نمایشگاه‌ها
در این موزه حدود ۳۰۰ شی ارزشمند از زندگی و آثار نویسنده بزرگ نگهداری می‌شود. نیم‌تنه‌ای از نویسنده (اثر آیتسمیک اورارتو، ۱۹۵۳) در حیاط موزه قرار داده شده است. با تصمیم وانو سیرادغیان، وزیر امور داخلی ارمنستان، قلب شاعر که پیشتر در موزه کالبدشناسی دانشگاه پزشکی دولتی ایروان نگهداری می‌شد به نمازخانه‌ای که در سال ۱۹۹۴ ساخته شده، منتقل و دفن شد. موزه در دو طبقهٔ است و از شش اتاق تشکیل شده است:
طبقهٔ اول
در طبقهٔ اول محل پخت نان، اتاق بزرگ و دو نمایشگاه وجود دارد.
طبقهٔ دوم
در طبقهٔ دوم در دو تالار، اتاق خواب، میز تحریر، لباس‌ها و لوازم شخصی شاعر به نمایش گذاشته شده است.

## رویدادها
در روزهای به‌یاد ماندنی مرتبط با تومانیان و مناسبت‌های مختلف دیگر، موزه مراسم بزرگ و رویدادهای سالانه تومانیان را برگزار می‌کند.

## نگارخانه

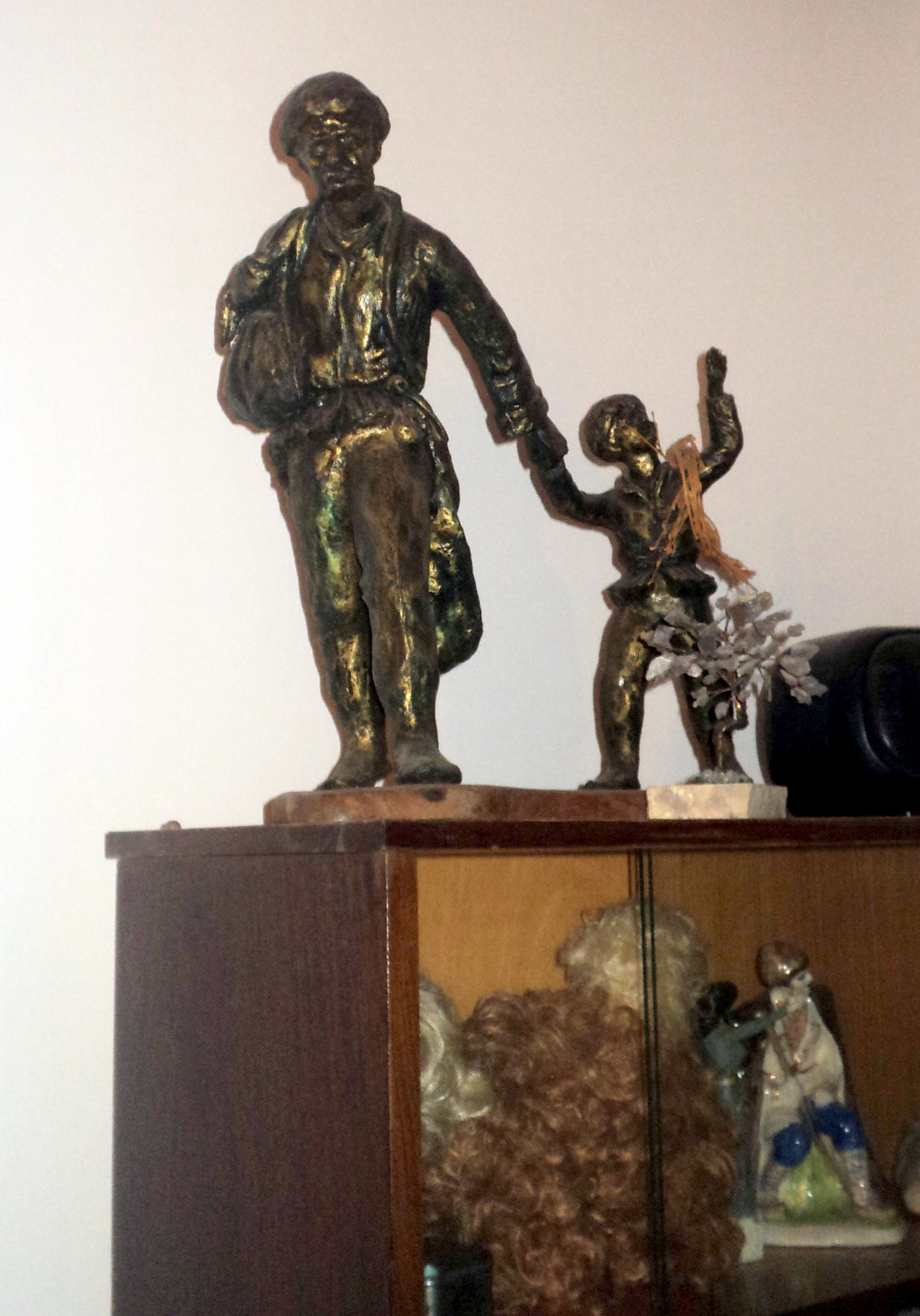
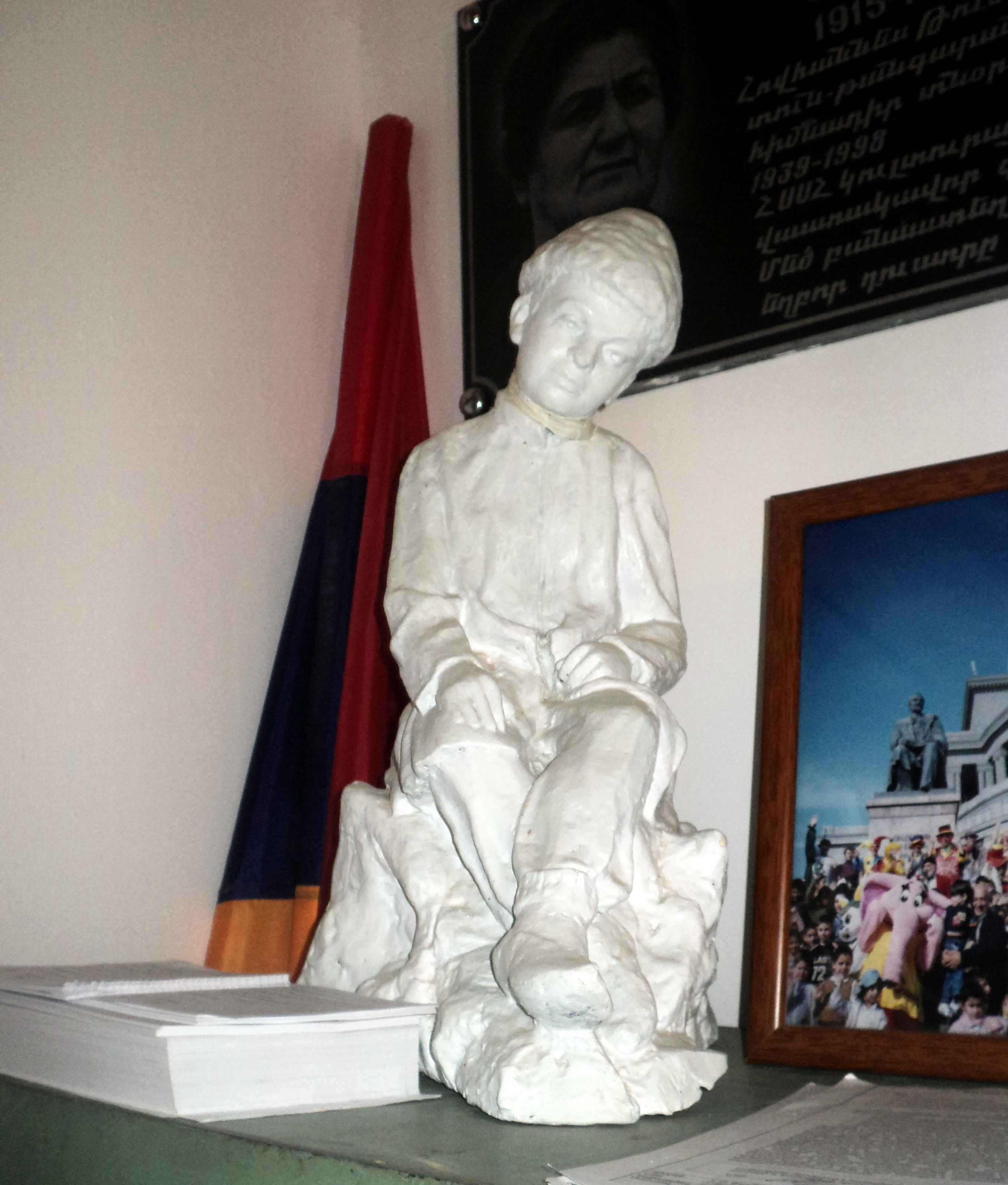
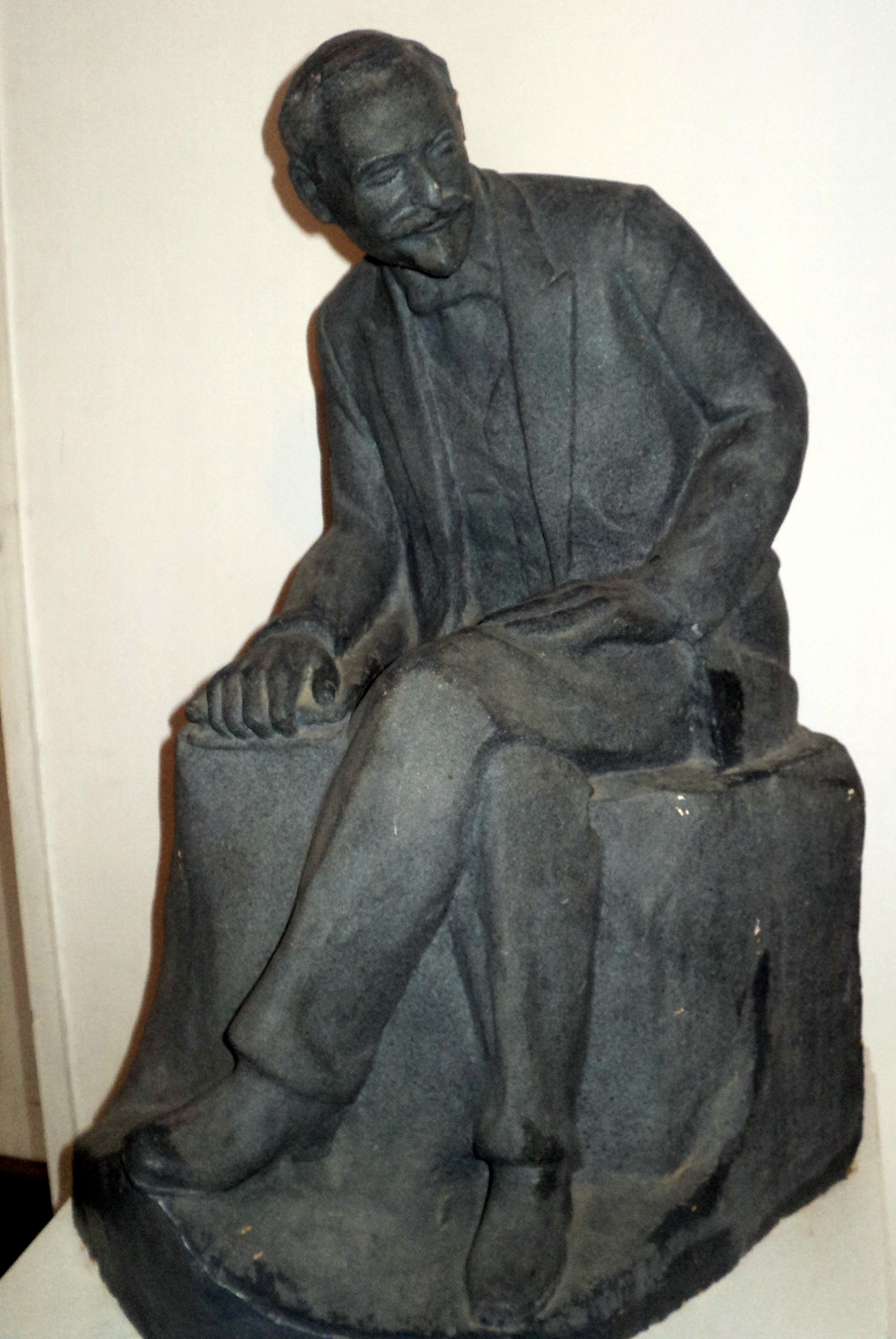
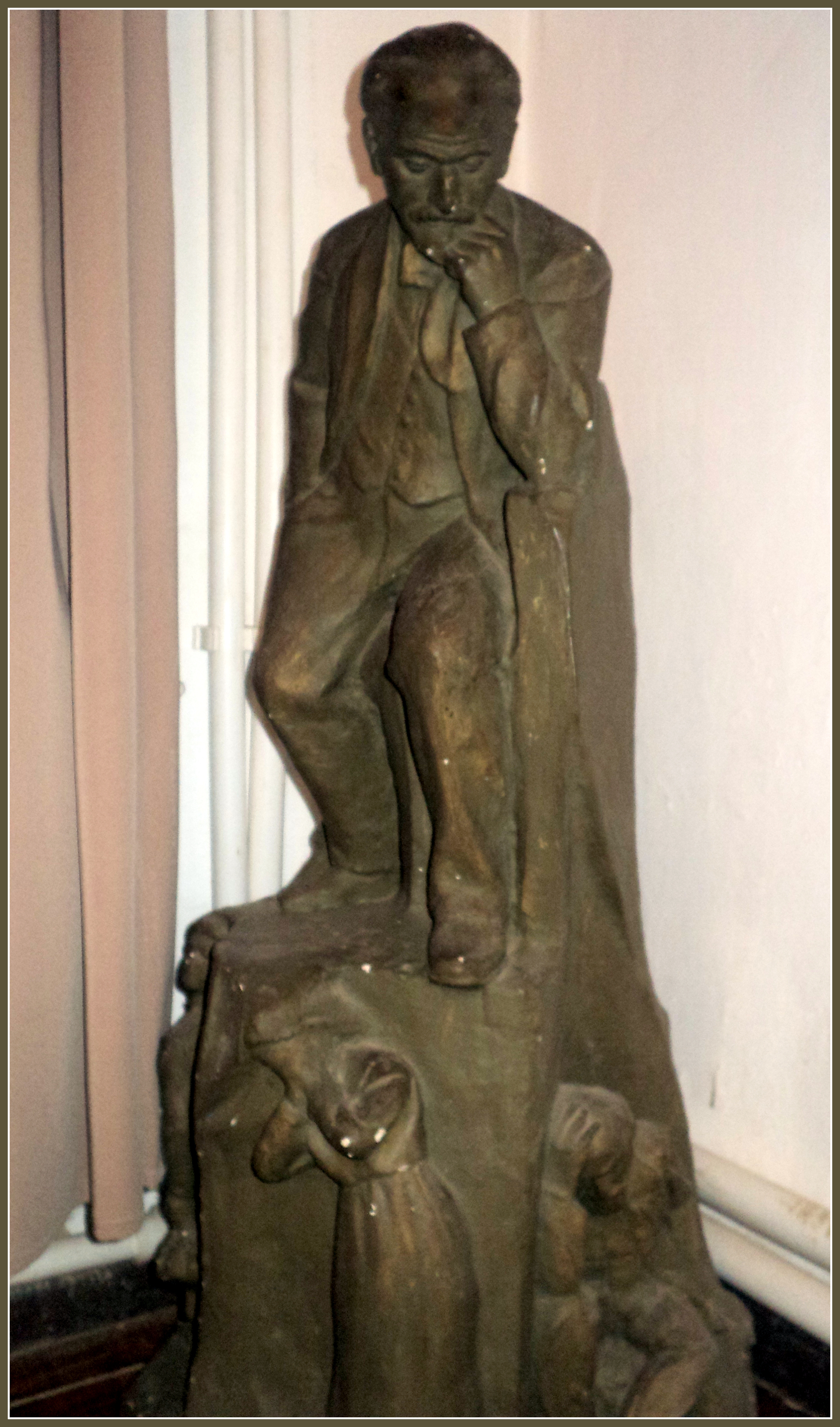
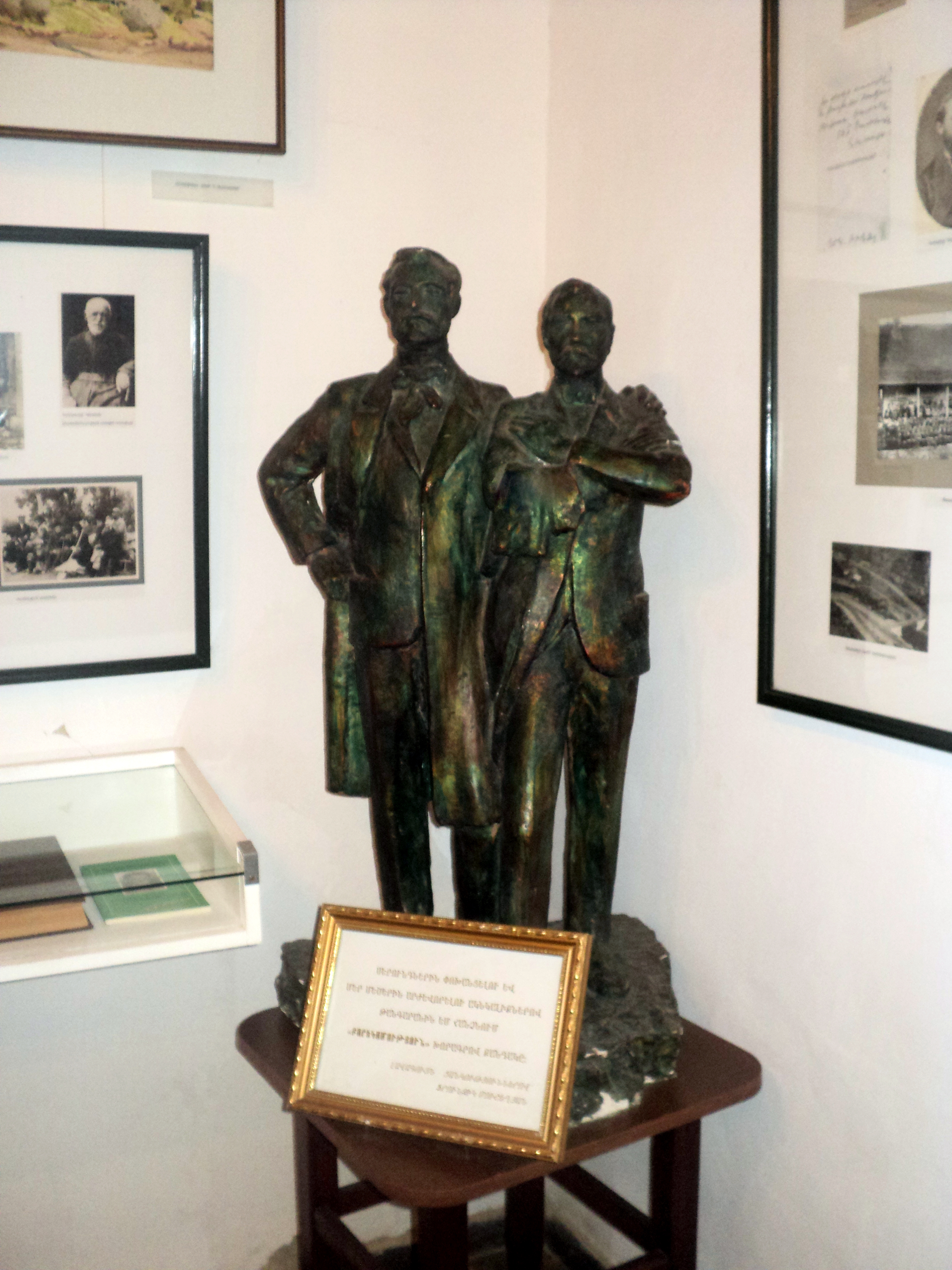
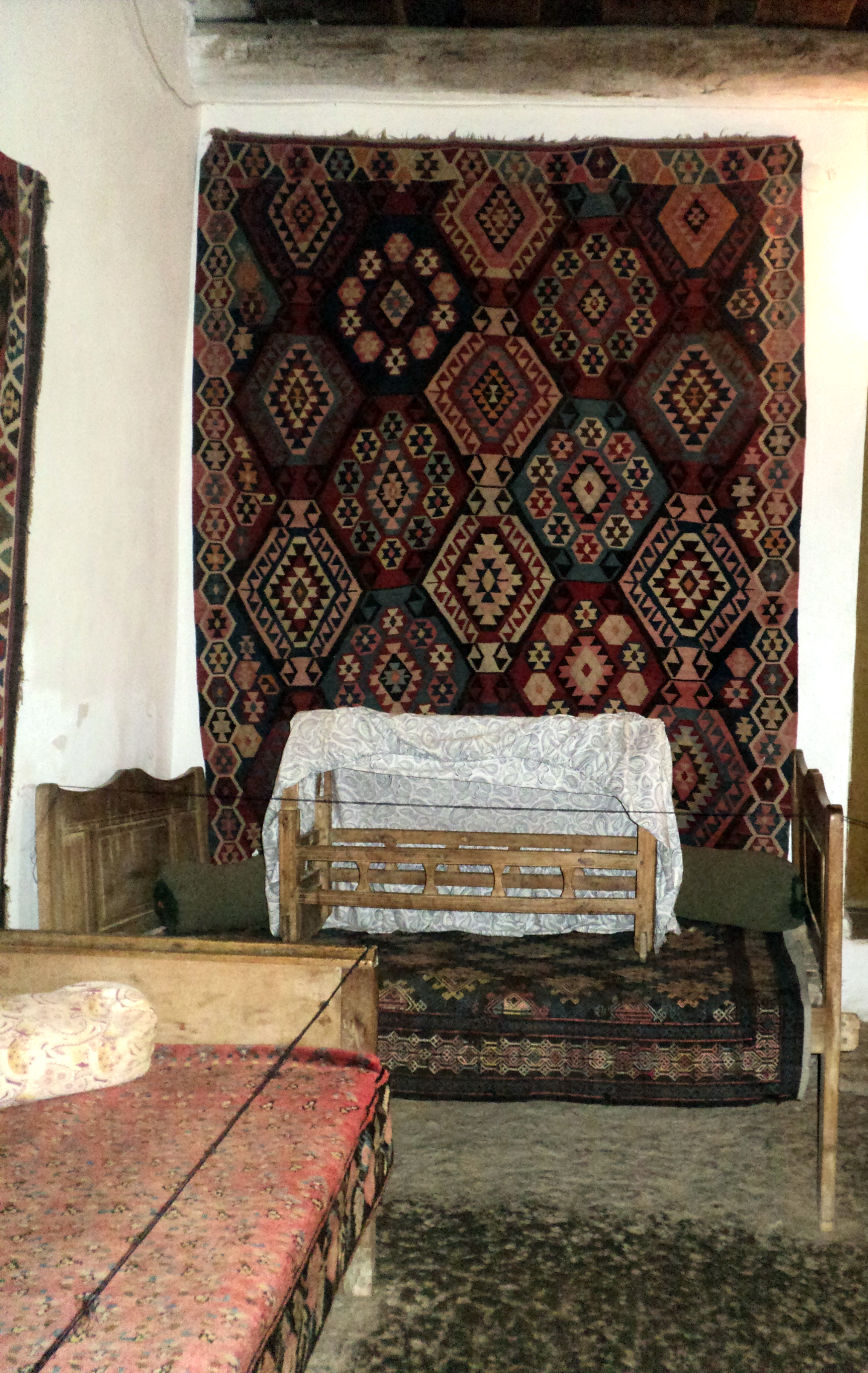
اتاق بزرگ
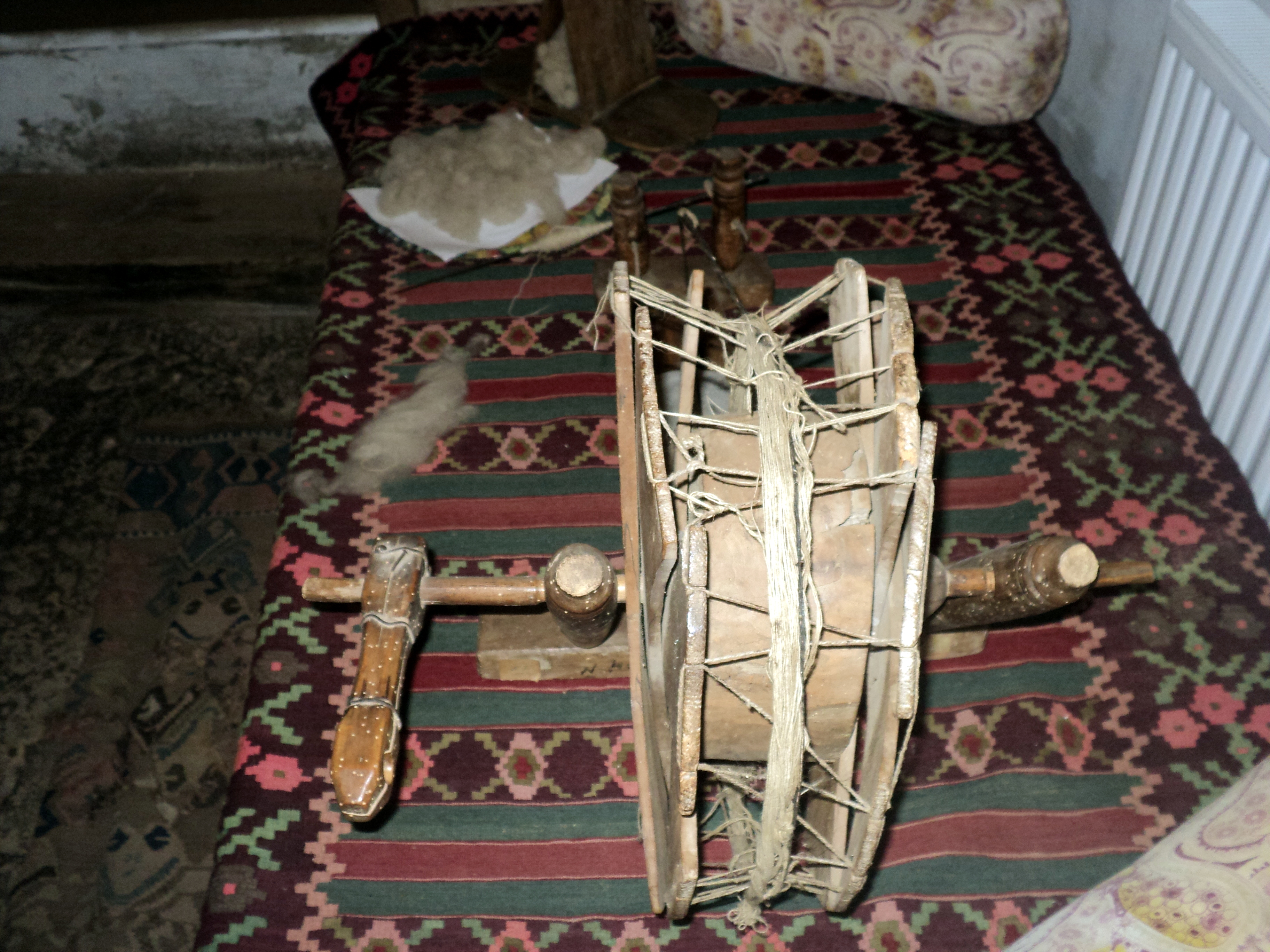
اتاق بزرگ
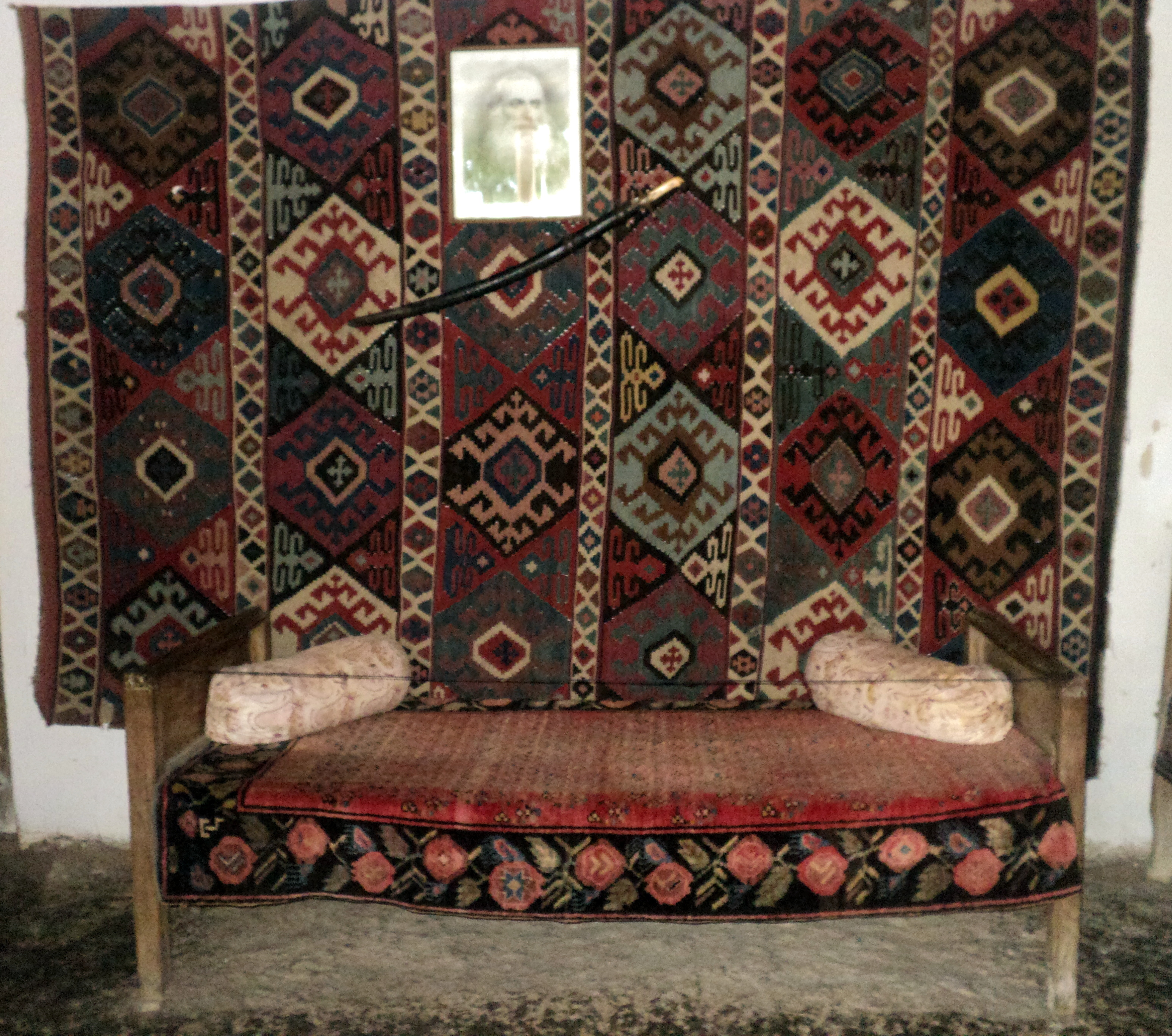
اتاق بزرگ
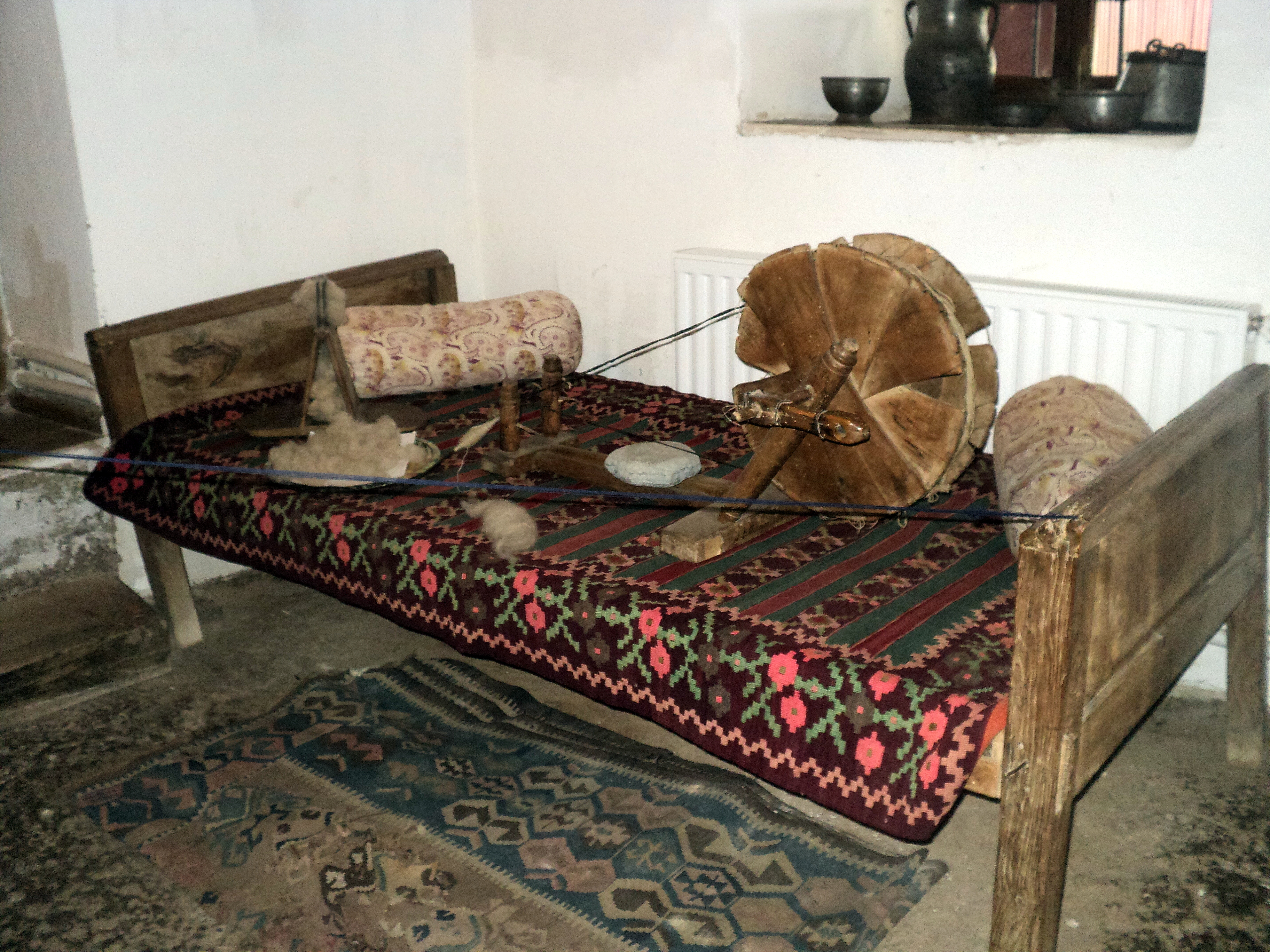
اتاق بزرگ
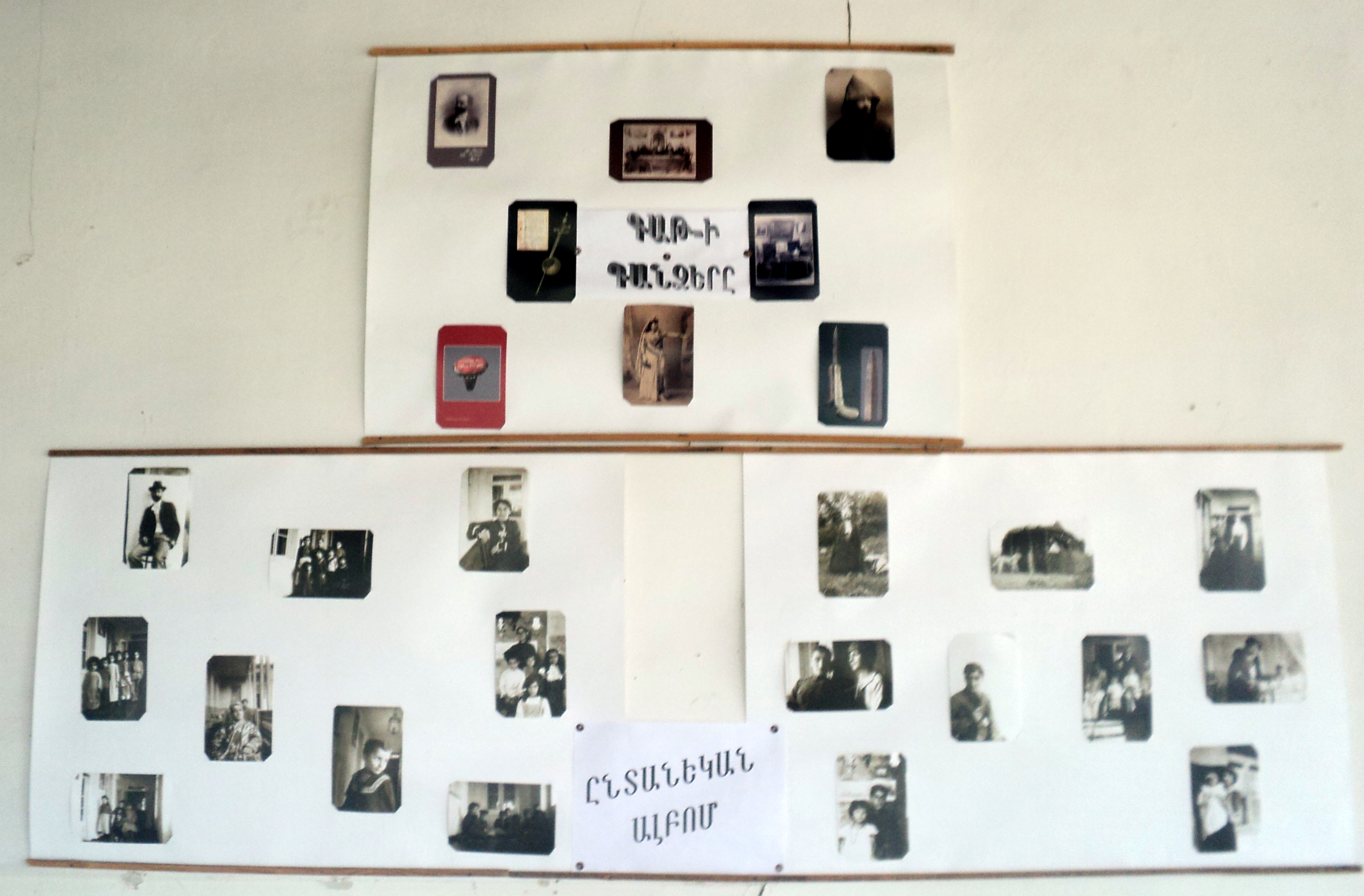
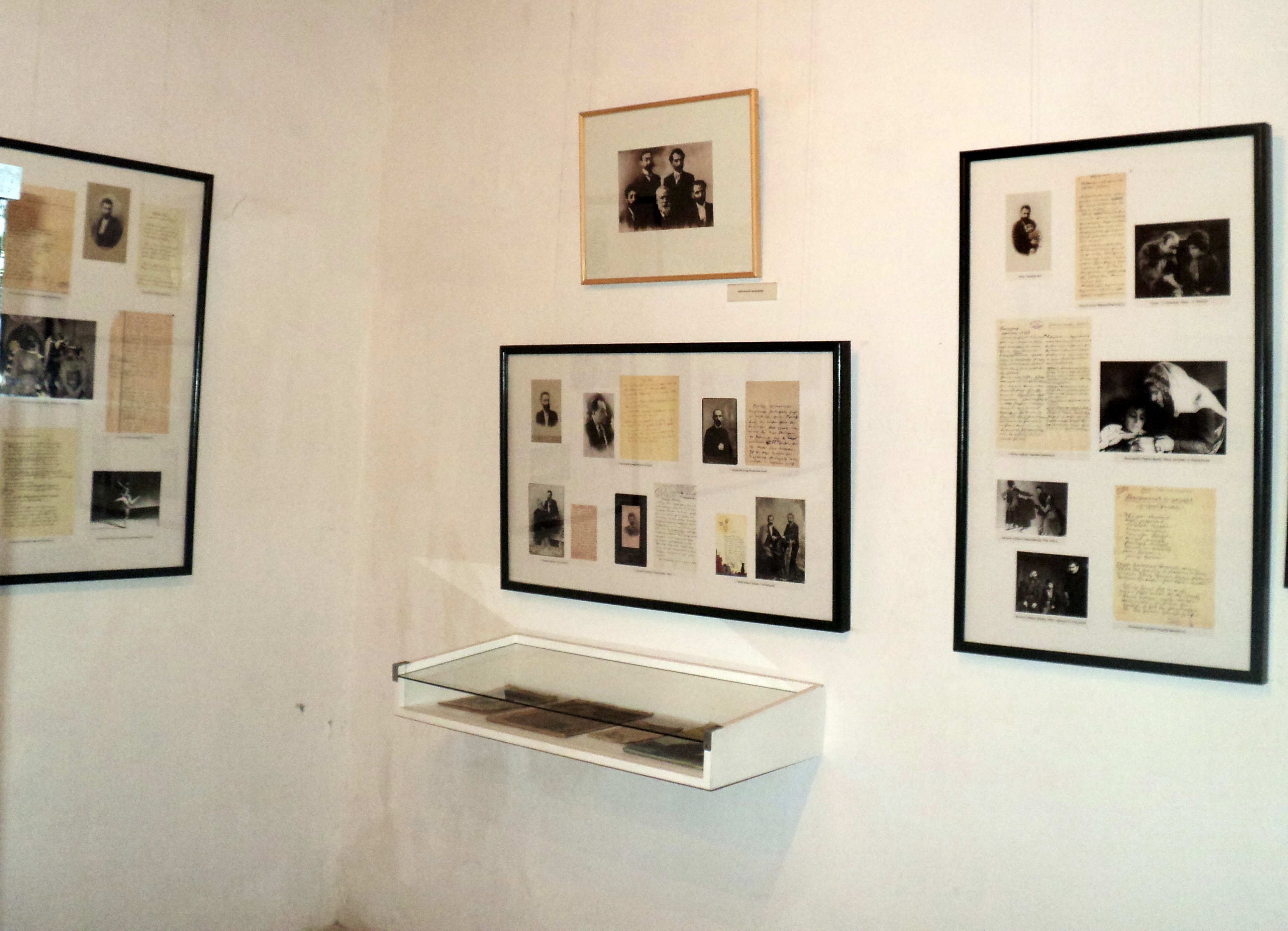
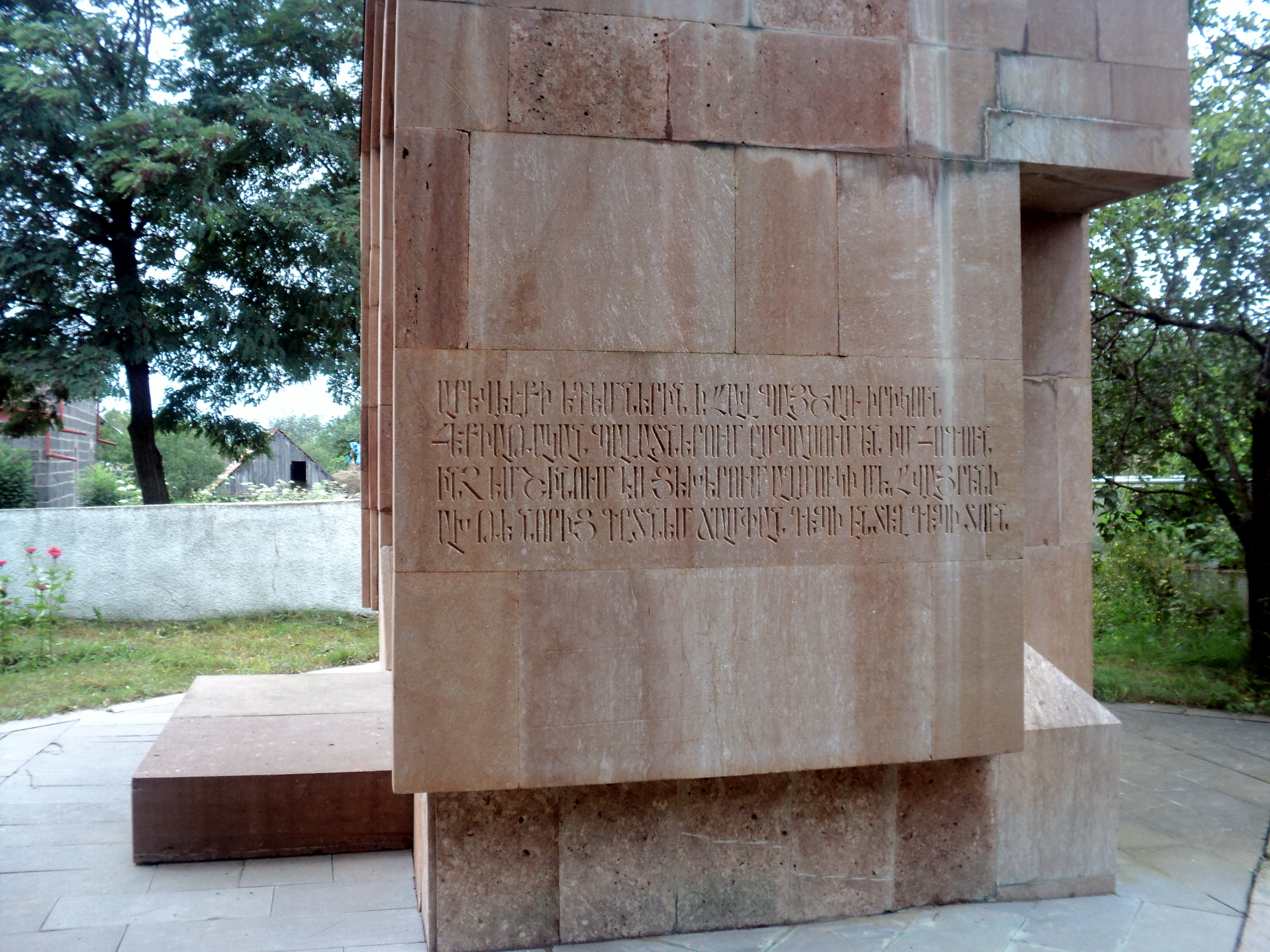